# The Electric State
The Electric State (prt: Estado Elétrico; bra: The Electric State) é um filme americano de aventura, ação e ficção científica de 2025, produzido e dirigido por Anthony e Joe Russo. O roteiro, de Christopher Markus e Stephen McFeely, é vagamente baseado na história em quadrinhos homônima de 2018, feita por Simon Stålenhag. É estrelado por Millie Bobby Brown e Chris Pratt, ao lado de Ke Huy Quan, Jason Alexander, Woody Harrelson, Anthony Mackie, Brian Cox, Jenny Slate, Giancarlo Esposito e Stanley Tucci.
Os planos para uma adaptação cinematográfica dos quadrinhos foram anunciados em 2017, com Andy Muschietti na direção. Os irmãos Russo assinaram para dirigir em dezembro de 2020. A Universal Pictures adquiriu os direitos de distribuição antes que a Netflix assumisse os direitos em junho de 2022. Grande parte do elenco foi revelado entre junho de 2022 e novembro de 2024, com as filmagens ocorrendo em Atlanta, Geórgia, no outono de 2022. Com um orçamento estimado em 320 milhões de dólares, é um dos filmes mais caros já feitos.
The Electric State teve sua estreia mundial em 24 de fevereiro de 2025, no Grauman's Egyptian Theatre, em Los Angeles, Califórnia, e foi lançado na Netflix em 14 de março, recebendo críticas negativas.

## Premissa
Em uma realidade alternativa dos anos 1990, a tecnologia ganha vida e se volta contra os seres humanos, causando uma guerra devastadora. A humanidade só consegue vencer com a ajuda de um magnata, que cria trajes mecânicos para equilibrar as forças e garantir a derrota dos robôs. Após a vitória, as máquinas derrotadas são exiladas em uma região desolada nos Estados Unidos, onde ficam confinadas a um mundo primitivo e abandonado.
Nesse cenário sombrio, Michelle, uma jovem órfã que perdeu sua família em um trágico acidente, vive isolada até descobrir que seu irmão, que ela acreditava estar morto, na verdade sobreviveu e se transformou em um robô de uma animação antiga. Juntos, eles iniciam uma jornada arriscada para resgatar Christopher, cruzando com figuras como Keats, um contrabandista, e Herman, um robô de personalidade marcante, enquanto enfrentam os perigos de um mundo totalmente alterado pela guerra e pela tecnologia.

## Elenco
- Millie Bobby Brown como Michelle Greene
- Chris Pratt como John D. Keats
- Ke Huy Quan como Dr. Clark Amherst / voz de P.C.
- Stanley Tucci como Ethan Skate
- Woody Norman como Christopher
- Giancarlo Esposito como Marshall Bradbury
- Jason Alexander como Ted Finister
- Martin Klebba como Herman
- Marin Hinkle como Sra. Sablinsky
- Michael Trucco como Ben Abbott
- Holly Hunter como Madeline Vance

### Vozes
- Anthony Mackie como Herman
- Woody Harrelson como Sr. Peanut
- Jenny Slate como Penny Pal
- Alan Tudyk como Cosmo
- Brian Cox como Popfly
- Hank Azaria como Perplexo
- Colman Domingo como Wolfe
- Rob Gronkowski como Blitz
- Jordan Black como Clem
- Billy Gardell como Garbage Bot
- Susan Leslie como Sra. Scissors

## Produção

### Desenvolvimento
O filme foi anunciado em dezembro de 2017, quando Anthony e Joe Russo adquiriram os direitos da graphic novel The Electric State, de Simon Stålenhag, lançado em 2018. Os irmãos Russo estavam confirmados como produtores, enquanto Andy Muschietti estava em negociações para dirigir. Christopher Markus e Stephen McFeely, colaboradores frequentes dos Russos, foram escalados para escrever o roteiro. Em dezembro de 2020, a Universal Pictures garantiu os direitos de distribuição do filme, com os Russos assumindo a direção e Muschietti permanecendo como produtor executivo por meio de seu novo estúdio. Millie Bobby Brown foi escalada para protagonizar, com a produção prevista para começar assim que os Russos concluíssem The Gray Man (2022) e Brown finalizasse as gravações da quarta temporada de Stranger Things.

### Seleção do elenco
Em junho de 2022, foi noticiado que os direitos de distribuição do filme poderiam ser transferidos para a Netflix, já que a Universal não planejava mais lançar o longa nos cinemas. Mais tarde naquele mês, foi confirmado que a Netflix ficaria responsável pela distribuição, com Chris Pratt em negociações para estrelar ao lado de Brown. Pratt foi oficialmente confirmado em agosto, junto com Michelle Yeoh, Stanley Tucci, Jason Alexander, Brian Cox e Jenny Slate, sendo que Cox e Slate foram anunciados como dubladores de personagens no filme. Em outubro, Woody Norman se juntou ao elenco. Em novembro, Giancarlo Esposito foi escalado para dublar Marshall, um drone robótico ameaçador. Anthony Mackie e Billy Bob Thornton também se juntaram ao elenco. Ke Huy Quan, colega de elenco de Yeoh em Everything Everywhere All at Once (2022), precisou substituí-la após sua saída do projeto por conflitos de agenda. Em outubro de 2024, foi divulgado que Woody Harrelson, Alan Tudyk, Hank Azaria e Colman Domingo entraram para o elenco como dubladores de personagens robôs.

### Filmagens
As gravações começaram em outubro de 2022, em Atlanta, sob o título provisório Stormwind. Em 4 de novembro de 2022, a produção foi temporariamente interrompida após um membro da equipe morrer em um acidente de carro fora do set. As gravações foram concluídas no início de fevereiro de 2023. Em fevereiro de 2024, foi informado que refilmagens ocorreram entre 20 de março e 5 de abril. 

### Trilha sonora
A trilha sonora foi composta por Alan Silvestri, marcando a terceira colaboração entre Silvestri e os irmãos Russo, após Avengers: Infinity War (2018) e Avengers: Endgame (2019).

## Divulgação
As primeiras imagens e uma sinopse do filme foram divulgadas pela Netflix em 1º de outubro de 2024. Dais Johnston, do site Inverse, expressou preocupação ao afirmar que essas fotos pareciam confirmar que o filme não seria fiel ao livro original, destacando um estilo visual com "tons apagados e acinzentados", em contraste com a arte original de Stålenhag.
A Netflix lançou um teaser trailer em 17 de outubro de 2024, durante a New York Comic Con. Foi confirmado que o filme se afastaria significativamente do material original, na tentativa de contar uma história própria e inédita — o que gerou uma reação negativa por parte dos fãs que esperavam uma adaptação mais fiel.
Essas grandes mudanças no enredo foram explicadas durante o painel do filme, onde Anthony Russo comentou que eles acharam o material original "fascinante" e compararam a experiência de adaptá-lo à dos filmes da Marvel. No entanto, ele também afirmou que tiveram dificuldade em compreender completamente a história e sentiram que o mundo não era mostrado de forma suficiente na graphic novel, o que tornou o desenvolvimento de um filme de duas horas um desafio. Isso os levou a usar a arte original apenas como inspiração para criar uma história completamente nova, incorporando uma estética dos anos 1990 e acrescentando uma trama envolvendo animatrônicos robóticos que desenvolvem inteligência artificial e passam a lutar por direitos iguais em uma sociedade retrofuturista.

## Lançamento
The Electric State teve sua estreia mundial em 24 de fevereiro de 2025, no Grauman's Egyptian Theatre, em Los Angeles, Califórnia. O filme foi lançado na Netflix em 14 de março de 2025 e acumulou 25,2 milhões de visualizações nos seus primeiros três dias.
Um jogo para celular baseado no filme, The Electric State: Kid Cosmo, foi lançado para iOS e Android pela Netflix Games em 18 de março de 2025. O jogo retrata a infância de Michelle e Christopher enquanto eles jogam uma aventura estrelada por Cosmo.

## Recepção

### Resposta da crítica
Após o lançamento, o filme recebeu críticas negativas da imprensa especializada. No site agregador de críticas Rotten Tomatoes, 15% das 142 avaliações foram positivas, com uma classificação média de 3,7/10. O consenso do site diz: "Se arrastando como um autômato gigante, The Electric State até tem hardware de sobra, mas falta aquela faísca que faria o filme realmente ganhar vida." No Metacritic, que utiliza uma média ponderada, o filme recebeu uma pontuação de 30 em 100, com base em 37 críticas, indicando avaliações "geralmente desfavoráveis".
Muitos críticos se incomodaram com a forma livre como o filme interpretou a obra original. Em uma crítica contundente para o The New York Times, Elisabeth Vincentelli detonou as liberdades criativas tomadas na adaptação. Ela inicia sua análise descrevendo a trama dos quadrinhos, destacando que "a obra tem uma narrativa elíptica, uma paleta de cores apagada e um clima melancólico", enquanto o filme, segundo ela, "é óbvio, espalhafatoso e totalmente besta". Da mesma forma, Courtney Howard, da Variety, criticou a falta de capitalização do filme por não aproveitar o potencial do material original, "preferindo uma premissa genérica centrada na liberdade, comentários moralistas sobre preconceito e um conflito simplista e repetitivo entre a humanidade e os robôs". A. A. Dowd, do IGN, deu uma nota 4/10 ao filme e também criticou duramente a forma como a obra original foi tratada, dizendo: "Só podia ser coisa dos diretores dos filmes mais exagerados da Marvel: pegar uma história de ficção científica super solitária e transformar num abraço coletivo caríssimo, com clima de dinâmica de grupo e piada ensaiada." Ele também comparou o filme a algo que o espectador "assistiria pela metade enquanto lava a louça ou faz o jantar", criticando o excesso de estereótipos do longa.
As atuações de Brown e Pratt também foram alvo de críticas negativas. Kevin Maher, do The Sunday Times, deu apenas uma estrela ao filme. Ele questionou o desempenho de Brown tanto em The Eletric State quanto em trabalhos anteriores no cinema, dizendo se perguntar se ela não seria "profundamente despreparada" para atuar nas telonas. C.M. Ramsburg, do Comic Book Resources, chegou a uma conclusão parecida, afirmando que, apesar de o filme apostar em nomes como Pratt e Brown, "as atuações dos dois são apáticas e unidimensionais, interpretando personagens sem profundidade ou substância", dando uma nota 3/10 ao longa. Alex Harrison, do Screen Rant, disse não encontrar muito o que comentar sobre o filme além do fato de que "o visual de Millie Bobby Brown remete à Onze e o de Chris Pratt, ao Senhor das Estrelas".
Vários críticos também consideraram que os 320 milhões de dólares investidos no filme foram um desperdício. Sam Adams, da Slate, classificou o resultado final como desastroso, afirmando que a produção "entra para a lista dos filmes mais caros de todos os tempos". Johnny Oleksinski, do New York Post, criticou o trabalho dos irmãos Russo após Avengers: Endgame, dizendo que eles assinaram "alguns dos piores e mais caros filmes dos últimos seis anos". Ele também detonou a falta de originalidade da produção. Jared Rasic, do Detroit Metro Times, elogiou os efeitos especiais, mas criticou duramente o roteiro, chamando a produção do filme de "uma tragédia espalhafatosa, sem graça, e mais uma bomba original Netflix".